# Sterrhopterix nudella
Sterrhopterix nudella är en fjärilsart som beskrevs av Philogène Auguste Joseph Duponchel 1842. Sterrhopterix nudella ingår i släktet Sterrhopterix och familjen säckspinnare. Inga underarter finns listade i Catalogue of Life.